# Jakub Brzeziński
Jakub 'Colin' Brzeziński (ur. 3 grudnia 1985) – polski kierowca rajdowy, który w sezonie 2016 zdobył tytuł wicemistrza Polski. 
Jest zwycięzcą kilkudziesięciu ogólnopolskich turniejów na wirtualnych symulatorach rajdowych, w serii gier Colin McRae Rally, z tych sukcesów wziął się jego przydomek – Colin. Pierwsze auto rajdowe kupił za spieniężone nagrody wygrane w owych turniejach. W sezonie 2018 został drugim wicemistrzem Polski w rajdach samochodowych. W sezonie 2018 został drugim wicemistrzem Polski w rajdach samochodowych, a w roku 2019 Rajdowym Mistrzem Polski w klasie OPEN 4WD.

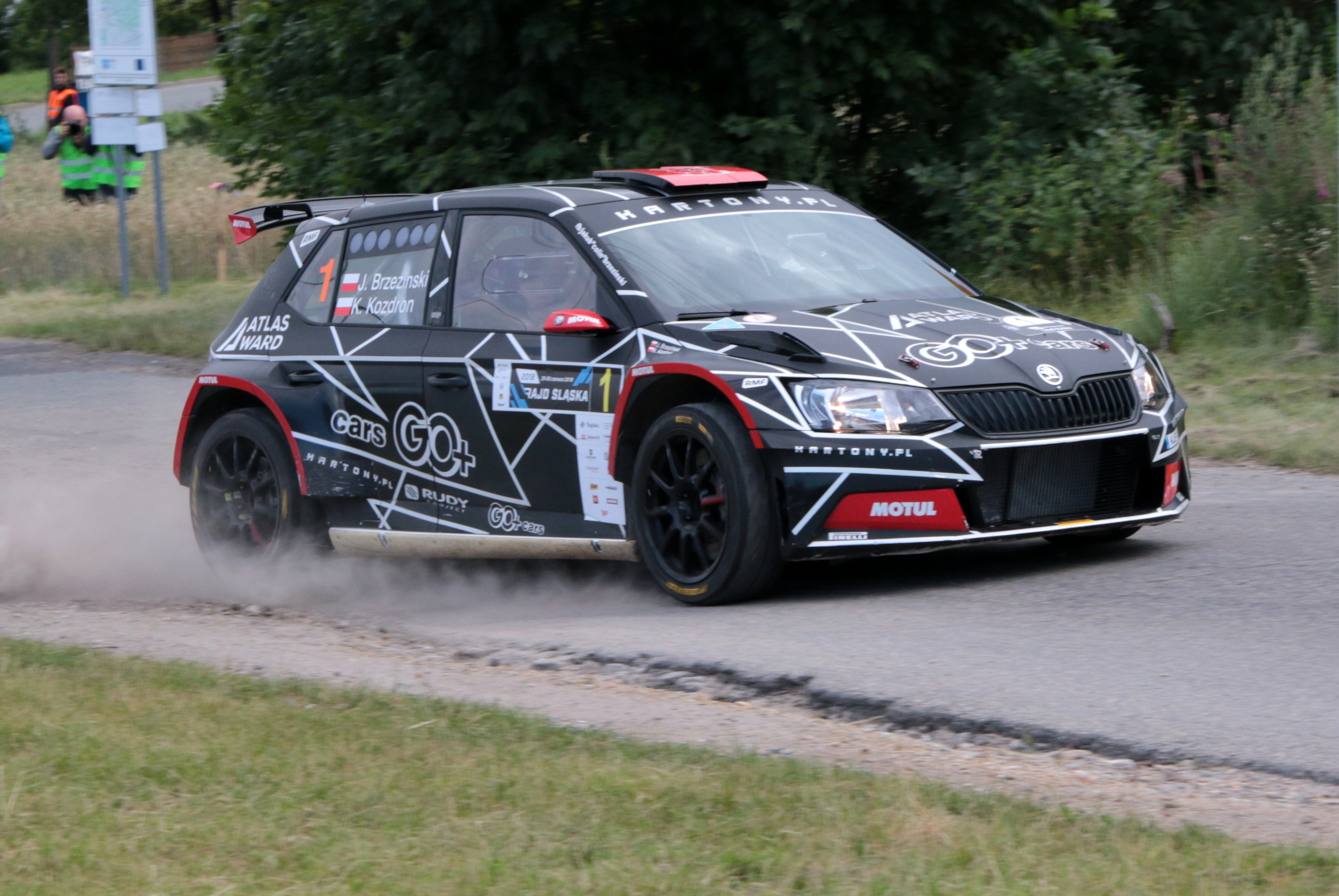
"Colin" podczas Rajdu Śląska w roku 2018